# ☆SAHO☆
☆SAHO☆（1999年10月15日 - ）は、日本の女子キックボクサー。兵庫県加西市出身。闘神塾所属。現K-1 WORLD GP女子フライ級王者。S1女子世界バンタム級王者。

## 経歴

### K-1
2021年12月4日、K-1 WORLD GP 2021 JAPANで真優と対戦し、判定勝ち。
2022年6月25日、K-1 WORLD GP 2022 JAPAN ～RING OF VENUS～でジャシンタ・オースティンに判定負け。
2022年11月13日、NJKF 2022 4thで行われたS1女子世界バンタム級王座決定戦でロックナム・コーコムクラムと対戦し、判定勝ちで王座獲得。
2023年4月8日、Krush～RING OF VENUS～でイ・ドギョンに判定3-0で勝利。
2023年7月17日、K-1 WORLD GP 2023で鈴木万李弥に判定勝ち。
2023年12月9日、K-1 ReBIRTH2でリー・リーシャンと対戦し、判定勝ち。
2024年3月20日、K-1 WORLD MAXで行われたK-1 WORLD GP女子フライ級タイトルマッチで王者のアントニア・プリフティに挑戦し、判定勝ちで王座獲得。
2024年10月5日、K-1 WORLD GP 2024でエリヴァン・バルトとノンタイトルで対戦し、判定3-0で勝利。
2025年2月2日、NJKF×CHALLENGER 7でダンコンファー・キヤペットノーイジムと対戦し、判定勝ち。
2025年7月13日、K-1 DONTAKUで行われるK-1 WORLD GP女子フライ級タイトルマッチで、WBCムエタイ世界フライ級王者のララ・フェルナンデスを相手に初防衛戦を行い、判定勝ちで初防衛に成功。

## 獲得タイトル
- S1女子世界バンタム級王座
- 第3代K-1 WORLD GP女子フライ級王座